# Anomala fissilabris
Anomala fissilabris är en skalbaggsart som beskrevs av Gilbert John Arrow 1912. Anomala fissilabris ingår i släktet Anomala och familjen Rutelidae. Inga underarter finns listade i Catalogue of Life.